# José Antonio Nieto
José Antonio Nieto Ballesteros (Guadalcázar, Córdoba, 10 de abril de 1970) es un político español del Partido Popular. Es licenciado en Derecho por la Universidad de Córdoba. Desde el 11 de junio de 2011, fue el alcalde de la ciudad de Córdoba, hasta que el 13 de junio de 2015 fue sucedido por la socialista Isabel Ambrosio. Fue diputado en las Cortes Generales hasta su elección como secretario de Estado de Seguridad, cargo que ocupó hasta 2018, para posteriormente ejercer como portavoz del PP en el Parlamento de Andalucía desde el 6 de febrero de 2019 hasta el 14 de julio de 2022. Actualmente es  consejero de Justicia, Administración Local de la Junta de Andalucía.

## Biografía
Entre 1991 y 1993 ocupa el cargo de secretario provincial del Centro Democrático y Social (CDS), partido por el que se presenta a senador en las elecciones generales de 1993, sin éxito. Poco después pasa al Partido Popular. Entre 1995 y 1999 es concejal en Guadalcázar, pasando ese año a ser concejal del Partido Popular en la ciudad de Córdoba. Está casado y tiene dos hijos.
También ha sido coordinador electoral regional del PP andaluz y vicesecretario general de Formación y Electoral del PP de Córdoba hasta el mes de diciembre de 2002 cuando es designado número dos del partido en la provincia. A partir de las elecciones municipales de 2003, sustituye a Rafael Merino como portavoz en el Ayuntamiento de Córdoba. En febrero de 2006, y tras la dimisión de María Jesús Botella, se hace cargo de la presidencia provincial del PP.
El 28 de junio de 2006 es elegido candidato a la alcaldía de Córdoba por el Partido Popular. En las elecciones municipales de 2007 su partido es el más votado, obteniendo el 43,96 % y 14 concejales, pero un pacto entre el PSOE e Izquierda Unida, con 4 y 11 concejales respectivamente, le manda a la oposición.
En 2008 es el cabeza de lista por Córdoba para las elecciones autonómicas de 2008 consiguiendo un escaño en el Parlamento andaluz en marzo. En noviembre es reelegido presidente del Partido Popular de Córdoba durante el XIII Congreso Provincial del Partido Popular con un 96 % de votos a favor En las elecciones municipales de 2011 ganó la alcaldía de Córdoba al ganar el PP la mayoría absoluta del ayuntamiento con 79,493 votos (48,80 %) y 16 concejales. Tras las elecciones municipales de 2015, el Partido Popular vuelve a ser la fuerza más votada en la capital, pero baja de 16 a 11 concejales, y un tripartito de izquierdas entre PSOE, IU y Ganemos Córdoba le arrebata la alcaldía.
El 20 de diciembre de 2015 encabeza la candidatura por Córdoba al Congreso de los Diputados en las Elecciones Generales de 2015, cargo que revalida en la repetición electoral del 26 de junio de 2016, junto al también exalcalde de Córdoba Rafael Merino López.
El 18 de noviembre de 2016 es nombrado Secretario de Estado de Seguridad en el segundo gobierno de Mariano Rajoy, siendo número dos de Interior y nombrado por el ministro de Interior Juan Ignacio Zoido y abandona su escaño de diputado en el Congreso, siendo sustituido por Isabel Cabezas. El 20 de junio de 2017 es reprobado por el Congreso de los Diputados a iniciativa del PSOE.
El 3 de junio de 2017 abandona el cargo de presidente de PP de Córdoba tras once años en el puesto y le sucede el egabrense Adolfo Molina.
Entre el 6 de febrero de 2019 y el 14 de julio de 2022 fue el portavoz del PP en el Parlamento de Andalucía. En 2022, tras las Elecciones al Parlamento de Andalucía y la formación del nuevo Consejo de Gobierno, fue nombrado Consejero de Justicia, Administración Local y Función Pública de la Junta de Andalucía.

## Caso Lezo
En mayo de 2017, durante la instrucción judicial del Operación Lezo, en el que se investiga una trama de corrupción política llevada a cabo en la gestión del Canal de Isabel II en Madrid, se hizo público que la Fiscalía Anticorrupción sospechaba que Nieto Ballesteros, como secretario de Estado de Seguridad, avisó a Ignacio González, expresidente de la Comunidad de Madrid, de que estaba siendo investigado en el marco de dicha operación. Por ese motivo, fue reprobado por el Congreso de los Diputados el 20 de junio de 2017.

## Cargos desempeñados
- Concejal del Ayuntamiento de Guadalcázar (1995-1999).
- Concejal del Ayuntamiento de Córdoba (Desde 1999).
- Portavoz del Grupo Popular en el Ayuntamiento de Córdoba (2004-2011).
- Presidente del PP de Córdoba (Desde 2006).
- Diputado por Córdoba en el Parlamento de Andalucía (2008-2014).
- Alcalde de Córdoba (2011-2015).
- Secretario de Estado de Seguridad (2016-2018).
- Diputado por Córdoba en el Parlamento de Andalucía (2018-act).
- Portavoz del Grupo Popular en el Parlamento de Andalucía (2019-act).
- Consejero de Justicia, Administración Local y Función Pública de la Junta de Andalucía (2022-actualidad).